# Demo Tape 2
Demo Tape 2 1996 SOAD 002 es el tercer demo oficial en casete de System of a Down con Serj Tankian, Daron Malakian, Shavo Odadjian y Andy Khachaturian. Fue publicado en el año 1996 por la discográfica Systema.
Contiene los temas «Honey», «Temper» y «Soil»; este último pista se regrabó para su álbum debut de 1998.

## Canciones
| N.º | Título   | Letras  | Música   | Duración |  |
| 1.  | «Honey»  | -       | -        | 2:35     |  |
| 2.  | «Temper» | -       | -        | 2:55     |  |
| 3.  | «Soil»   | Tankian | Malakian | 3:03     |  |